# هانس ويغنر
هانس ويغنر (بالدنماركية: Hans J. Wegner)‏ هو مهندس معماري ومصمم دنماركي، ولد في 2 أبريل 1914 في تندر ‏ في الدنمارك، وتوفي في 26 يناير 2007 في كوبنهاغن في الدنمارك.